# In Plain Sight
In Plain Sight (Al descubierto en España) es una serie de televisión estadounidense que se centra en el día a día de un grupo de Marshals del Programa de protección de testigos estadounidense, y las situaciones a las que se enfrentan para proteger a sus testigos.

## Desarrollo y producción
In Plain Sight (Al Descubierto) fue originalmente programada para estrenar su primer episodio el Martes 24 de abril de 2008, pero se canceló debido a la huelga de trabajadores en Estados Unidos que retrasó la producción. Hizo su debut el domingo 1 de junio de 2008.
En el 21 de julio de 2008, Al Descubierto fue renovada por una segunda temporada que contendría 16 episodios. La producción comenzó en octubre del 2008 y finalmente nuevos episodios fueron estrenados en abril del 2009.
Siguiendo las diferencias creativas del Productor Ejecutivo, David Maples, se tomó la decisión de usar el episodio número 15 de la segunda temporada para emitirse solo la primera parte del episodio, para utilizar la segunda parte y el último capítulo como episodio final de la temporada. El 2 de agosto de 2009, In Plain Sight fue renovada por una tercera temporada, con otros 16 episodio.
Además el último capítulo programado de la segunda temporada fue creado para servir como apertura a la tercera temporada, pero al final el episodio fue dejado de lado y remplazado por un episodio nuevo, escrito por el nuevo showrunner, John McNamara.
El creador de la serie, David Maples y el coproductor, Paul Stupin abandonaron el puesto de productores ejecutivos en el final de la segunda temporada, y fueron remplazados por John McNamara como productor ejecutivo, pero no abandonaron la producción de la serie y se mantuvieron como ayudantes de producción. 
Los papeles de Todd Williams y de Lesley Ann Warren fueron cambiados para ser colocados como estrellas invitadas . Se fue diseñando un nuevo guion para dar más énfasis a los casos que trataba Mary y dar menos importancia a su vida personal mientras se iba narrando su historia. Según el ejecutivo americano Jeff Wachtel, el cambio de los productores también refleja el deseo del equipo de producción de que la serie se mantuviese optimista y alegre en vez de tomar un camino oscuro.
La temporada se redujo a 13 episodios cuando el productor ejecutivo John McNamara tuvo que abandonar la producción por problemas de salud. El productor de Universal Cabe Productions dijo en una declaración lanzada para Futon Critic (una web de televisión) en la cual comentaba: John Romano asume las responsabilidades y toma el control de la producción para los episodios restantes. Dando un inesperado cambio, hemos decidido terminar la temporada en un punto natural -- con la sorprendente escena del acantilado en el episodio 13.

## Personajes

### Personajes principales
- Mary Shannon, protagonizada por Mary McCormack. Mary es una funcionaria competente, inconformista y desinteresada en asuntos típicos femeninos. Para sus testigos, es conocida como Mary Shannon. Mary intenta dejar de lado los problemas que le provocaron grandes dificultades para relacionarse debido a su complicada infancia por culpa de la ludopatía de su padre y el alcoholismo de su madre.

Mary se comprometió con su novio Raphael en la segunda temporada, en el episodio "Jailbait" ; de todas maneras, ella normalmente se siente infeliz en su relación y en su compromiso, a causa de sus dudas y de no sentirse cómoda con su marido, hace que su prometido Raphael cancele el compromiso en el episodio de la tercera temporada "Coma Chameleon" (coma camaleón) . En el episodio final de la segunda temporada titulado "Don't Cry for Me Albuquerque" (No llores por mí, Albuquerque) Mary es disparada cuando defendía a un testigo que vivía en un barrio de mala reputación y permanece en coma hasta el final de la segunda temporada. En la tercera temporada ya está recuperada y ya puede volver al trabajo. Al final de la tercera temporada comienza una relación con el agente del FBI Michael Faber, al que ella convence para que retome su relación con su exmujer e hijos. Después de que su relación con Faber terminase, tuvo un corto encuentro con su exmarido y se queda embarazada.
- Marshall Mann, interpretado por Fred Weller. Marshall es el compañero de Mary y también su mejor amigo, aunque recientemente parece que él desea algo más que una amistad. En el final de la tercera temporada Marshall empieza a concienciar a Mary de que ella necesita a alguien que le haga cambiar. Esto le hace pensar, Marshall se disponía a demostrarle su amor cuando son interrumpidos por Stan, haciendo desaparecer a Marshall desalentado y con el corazón roto.

Marshall es inteligente y parece saber un poco sobre todo, lo que Mary llama información innecesaria, a él le parece de vital importancia. Nunca calla y nunca se queda sin discurso.
La única vez que eso ocurre en el episodio de la tercera temporada "Whistle Stop" (el silbato calla) cuando descubre que Raphael y Mary habían roto, dejando que le llame verbalmente impotente.
Hay roces entre Marshall y Mary en ocasiones, a veces debido al enfoque cerebral de él y al crudo instinto de ella, aunque ambos son muy protectores con sus testigos y entre ellos mismos. Mary y Marshall varias veces no están de acuerdo en cuestiones políticas.
Marshall varias veces se echa atrás para tomar tiempo y tener una perspectiva en los casos y adoptar la posición de Mary si su causa es la correcta- incluso cuando su actitud no es la más adecuada-
Recientemente ha comenzado una relación con una mujer detective que trabaja en la fuerza policial de Albuquerque.
- Stan McQueen, interpretado por Paul Ben-Victor. Es el inspector jefe para le región suroeste del WITSEC.

Stan es el jefe de Mary y de Marshall. Stan es un jefe flexible, un hombre sólido, siempre protegiendo y defendiendo a ambos cuando se meten en problemas
A Stan le encanta cambiar y retomar reglas sin autorización. Stan ha hecho un esfuerzo para mantener la distancia personal en su oficina, presumiblemente para proteger a su equipo de las investigaciones del FBI. Él y Eleanor tuvieron un encuentro íntimo.
- Jinx Shannon, protagonizada por Lesley Ann Warren. Es la madre de Mary, fue abandonada por su marido que era alcohólico y aficionado al juego y tuvo que hacerse cargo de sus dos hijas sin ayuda y completamente sola. Aunque adora a sus hijas, nunca ha sido una madre tradicional, afectiva y con un buen trabajo. Reconoce que Mary es la miembro sólido de su familia y esto le ha inspirado para vivir a través del ejemplo de su hija. Pero tiene un poco de resentimiento hacia su adorada hija, pero esto solo sale a la luz cuando tiene problemas emocionales y depresión. Decidida a tomar un camino a su recuperación, Jinx muy despacio se convierte en su propia mujer, dejando de lado aquel estilo de vida que una vez disfrutó siendo alcohólica. Ahora, en el camino a la recuperación y a la sobriedad, ella sigue tomando como referencia a su hija, pero el camino es lento.

- Brandi Shannon, interpretada por Nichole Hiltz. Es la hermana pequeña de Mary, siempre fue considerada como el bebé de la familia. Ella vive el momento, tuvo una relación con un criminal llamado Chuck.

A pesar de que sigue a su hermana Mary como ejemplo muchas veces, ella tiende a ser más madura que su hermana en la relación con su madre. Ella es fiel a una farsa. Lentamente desarrolla una consciencia independiente y un carácter diferente al de los demás impulsada porque siempre fue vista como un infante en las manos de una madre alcohólica y un padre drogadicto y ludópata. Brandi se hizo cargo de un comercio de drogas, iniciado por Chuck, con la intención de que los servicios sociales se hiciesen cargo del bebé. Después de que Mary fuese rescatada de su secuestro (el cual ocurrió debido a la decisión que Brandi tomó) Brandi más tarde admite en privado que si ella hubiese sabido cómo los eventos se hubieran producido, deja claro que ella misma habría matado a Chuck en vez de que su hermana hubiese resultado herida por sus acciones.
Ella está quedando con un hombre que conoce en Alcohólicos Anónimos, el cual después resulta ser un hombre muy rico (Mary dice que él posee medio Albuquerque). Brandi sin embargo se toma su estatus de manera diferente, pensando que ella es solo una de sus chicas e intenta de una manera egoísta, que él rompa con ella. Después de que él se quedase con ella (sin hacer caso a los intentos de ella por acabar la relación) él dice que tiene la esperanza de que pudiesen seguir quedando y viéndose. Ella acepta.
Mary llama cariñosamente a su hermana Squish.
En el final de la tercera temporada, Brandi se muda con Peter, y en el principio de la cuarta temporada Brandi informa a su hermana de que está casada con él.

### Personajes recurrentes
- Raphael Ramírez, protagonizado por Cristián de la Fuente. El antiguo prometido de Mary, comúnmente conocido como Raph. Jugaba en la liga menor de baseball para el equipo de Albuquerque Isotopes hasta que las injurias y amenazas que recibíar forzaran su retirada. Su relación con Mary se empezó a complicar cuando Mary se empezó a acercar más a su hermana. Después de que Mary fuese secuestrada por asuntos de drogas. Raph halla una maleta llena de drogas que Brandi había traído a Albuquerque, lo cual también Mary descubre. Cuando se prometieron, Mary le cuenta a Ralph lo que hace, lo que pone a prueba a Ralph, que no lo asimila bien. Ralph es consciente de las dudas que tiene Mary sobre su matrimonio. Finalmente toma la decisión de cancelar su matrimonio con ella.

- Peter Alpert, interpretado por Joshua Malina. Es el nuevo novio de Brandi y un adinerado hombre de negocios. Brandi conoce a Brandi en Alcohólicos Anónimos en donde ella finge ser Jinx (su madre) debido a que debe pasar un reconocimiento requerido por la ley para ver si ha mejorado con sus problemas con la bebida. Al principio no está de acuerdo con el comportamiento de Brandi. Después empiezan a quedar cuando ella intenta con mucho esfuerzo disculparse con él.

- Detective Robert Dershowizt, protagonizado por Todd Williams. Es un detective homicida, conocido como Bobby D, el cual ocasionalmente es asignado en casos en los que los testigos de Mary están envueltos. Ha deducido que Mary es una mariscal americana que trabaja para la WITSEC, no oculta su disgusto con la sucursal de la ley cuando dice que no entiende cómo pueden haber puesto en libertad a criminales. Esta actitud se suaviza cuando Dershowizt se ve envuelto en un caso asociado con los testigos de la mariscal (Mary). Mientras que su buena relación con Mary había sido antagónica a veces, Él aprecia el rozamiento. Después de su desaparición, él y Marshall depositaron mucho esfuerzo en la investigación, resultando un fuerte respeto por los dos mariscales, incluso con el desacuerdo con el trabajo que ellos desempeñaban por su parte. Ahora se encuentra trabajando en una misión en Chicago.

- Eleanor Prince, interpretada por Holly Maples. Recientemente viuda, es la oficial gerente de WITSEC. Ella y su reciente fallecido marido trabajaron para el FBI.

Siempre pide a Mary que se calme, ya que Mary tiene un carácter muy abrasivo. Es admirada por Marshall y tiene el afecto de Stan.
En cuestiones de emergencia, Eleanor utilizará sus contactos en el FBI para ayudar a Mary y Marshall con sus casos, particularmente aquellos relacionados con el Agente O'Conner, despiadado con Mary y su familia. Eleanor abandona WITSEC eventualmente para trabajar como analista para el FBI.
- Agente Especial Robert O'Connor, protagonizado por Will McComack. Un nuevo agente de Nueva Jersey que trabaja en el FBI y ahora se encuentra en Alburquerque. Le asignan un caso en el que tiene que investigar los asesinos relacionados con el comercio de drogas en el que Brandi está implicada. Robert finalmente dirige los esfuerzos de su investigación para investigar a Brandi. Pronto se interesa por el paradero del padre de Mary y de Brandi.

- Agente Especial Michael Faber, interpretado por Steven Weber. Es un agente del FBI con el que Mary tiene una corta relación después de que trabajasen juntos en un caso, Le cuenta a Mary su dura relación con su padre, algo que no quiere que le ocurra con su hijo.

## Episodios
Desde su estreno el 1 de junio de 2008, hasta su final en la quinta temporada Al descubierto ha emitido 61 episodios.
Temporada 1 - 12 episodios.
Temporada 2 - 15 episodios.
Temporada 3 - 13 episodios.
Temporada 4 - 13 episodios.
Temporada 5 - 8 episodios.

## Reparto
- Mary McCormack como Mary Shannon.
- Frederick Weller como Marshall Mann.
- Paul Ben-Victor como Stan McQueen.
- Nichole Hiltz como Brandi Shannon.
- Lesley Ann Warren como Jinx Shannon.
- Cristián de la Fuente como Raphael Ramírez.